# Bortniczky János
Bortniczky János (1775 – Pilisszántó, 1846. november 9.) fehérvári püspökmegyei pap.

## Élete
Misés pappá szentelték 1799-ben; a 1803-tól Ráckeresztúron, később Pilisszántón volt plébános. Sírja a helyi temetőben áll.

## Munkája
- Gednáni o obrábánu wiňičného koreňa. Buda, 1814. (Mitterpacher munkája a szőlőművelésről szlovák fordításban.)